# Список аэропортов Эсватини
Список аэропортов в Эсватини, отсортированные по местоположению.
Эсватини является странной без выхода к морю на юге Африки, граничащая с Южной Африкой на севере, западе и юге, и с Мозамбиком на востоке. Страна, как и народ, были названы в честь короля 19-го века Мсвати II. Эсватини поделена на 4 региона: Хохо, Лубомбо, Манзини и Шиселвени. Столицей Эсватини является Мбабане, в то время как традиционной и законодательной столицей считается Лобамба.

## Аэропорты
Названия выделенные жирным шрифтом указывают на использования аэропорта для регулярных пассажирских и коммерческих перелётов.
Большинство перечисленных аэродромов имеют грунтовое покрытие. Исключением являются Аэропорт Матсафа и Международный аэропорт имени короля Мсвати III.
| Местонахождение | ИКАО        | ИАТА | Название аэропорта                             | Длина и покрытие взлётно-посадочной полосы | Координаты                       |
| --------------- | ----------- | ---- | ---------------------------------------------- | ------------------------------------------ | -------------------------------- |
| Биг-Бенд        | FDBT        |      | Аэродром Тамбути                               | 800 м (2600 футов) газон                   | 26°44′10″ ю. ш. 31°46′35″ в. д.  |
| Биг-Бенд        | FDUB        |      | Аэродром Убомбо Ранчес                         | 730 м (2400 футов) грунтовая               | 26°46′07″ ю. ш. 031°56′12″ в. д. |
| Бхунья          |             |      | Аэродром Бхунья                                | 1250 м (4100 футов) гравийная              | 26°35′00″ ю. ш. 30°56′35″ в. д.  |
| Кубута          | FDKS / FDKB |      | Аэродром Кубута                                | 847 м (2779 футов) газон                   | 26°52′54″ ю. ш. 031°29′23″ в. д. |
| Манзини         | FDMS        | MTS  | Аэропорт Матсафа                               | 2600 м (8500 футов) мощёная                | 26°31′44″ ю. ш. 031°18′27″ в. д. |
| Манзини         | FDSK        | SHO  | Международный аэропорт имени короля Мсвати III | 3600 м (11 800 футов) асфальтированная     | 26°21′24″ ю. ш. 31°43′01″ в. д.  |
| Мхлуме          | FDMH        |      | Аэродром Мхлуме                                | 709 м (2326 футов) грунтовая               | 26°01′33″ ю. ш. 031°48′36″ в. д. |
| Нгонини         | FDNG        |      | Аэродром Пиггс-Пик                             | 823 м (2700 фута) грунтовая                | 25°47′53″ ю. ш. 031°24′43″ в. д. |
| Нхлангано       | FDNH        |      | Аэродром Нхлангано                             | 671 м (2201 фут) грунтовая                 | 27°07′12″ ю. ш. 031°12′45″ в. д. |
| Нсоко           | FDNS        |      | Аэродром Нсоко                                 | 671 м (2201 фут) грунтовая                 | 27°01′06″ ю. ш. 031°56′07″ в. д. |
| Симунье         | FDSM        |      | Аэродром Симунье                               | 1100 м (3600 футов) грунтовая              | 26°11′46″ ю. ш. 031°55′48″ в. д. |
| Ситеки          | FDST        |      | Аэродром Ситеки                                | 1006 м (3301 футов) грунтовая              | 26°28′19″ ю. ш. 031°56′35″ в. д. |
| Тамбанкулу      | FDTM        |      | Аэродром Тамбанкулу                            | 875 м (2871 футов) грунтовая               | 26°06′22″ ю. ш. 031°55′11″ в. д. |
| Тшанени         | FDTS        |      | Аэродром Тшанени                               | 756 м (2480 футов) грунтовая               | 25°59′06″ ю. ш. 031°45′07″ в. д. |

## References
- ICAO Location Indicators by State (XLSX). International Civil Aviation Organization (20 февраля 2022).
- Code for Trade and Transport Locations (UN/LOCODE) – (SZ) Eswatini. UN/LOCODE Code List by Country and Territory 2021-7. UNECE (июль 2021). - includes IATA codes
- Great Circle Mapper: Airports in Eswatini - IATA and ICAO codes, coordinates
- King Mswati III. International Airport at Google maps